# Kath & Kim (Estados Unidos)
Kath & Kim es la versión de la serie de televisión australiana Kath & Kim.  Molly Shannon como Kath, y Selma Blair como Kim. A pesar de que están interpretando a madre e hija, Shannon, es en realidad tan sólo ocho años mayor que Blair: Shannon nació en 1964, Blair en 1972. Del mismo modo, en la versión australiana, Jane Turner (Kath) está a sólo cinco meses mayor que Gina Riley (Kim). 
Varios nombres se han cambiado para la versión de Estados Unidos. Kath Aunque ha conservado su nombre completo de la serie de Australia (en el que era conocido como Kath Day hasta su matrimonio con Kel en la final de la Temporada 1) y Kim ha conservado su nombre, es conocido como Kim Day (en vez de Kim Day de Craig de soltera). Los dos personajes tienen nombres diferentes primero: Craig Baker (en sustitución de Brett Craig) y Phil Knight (en sustitución de Kel Knight), mientras que el personaje de Sharon está completamente ausente de la serie. El 10 de abril de 2008, el Hollywood Reporter anunció que John Michael Higgins, y Mikey Day habían sido emitidos como los otros significativos Kath & Kim.
Maya Rudolph hizo una aparición primero de la serie como Athena Scooberman en el episodio 8, "Sacrificio". Pamela Anderson hizo aparición segundo de la serie en el episodio 9, "Friends".

## Reparto
- Molly Shannon como Kathleen "Kath" Day.
- Selma Blair como Kimberly Crystal "Kim" Day.
- John Michael Higgins como Phillip "Phil" Lesley Knight.
- Mikey Day como Craig Baker.
- Justina Machado como Angel.
- Melissa Rauch como Tina.